# Riola Xhemaili
Riola Xhemaili (Soleura; 5 de marzo de 2003) es una futbolista suiza. Juega como centrocampista en el SC Friburgo de la Bundesliga Femenina de Alemania. Es internacional con la selección de Suiza.

## Trayectoria

### Inicios
Xhemaili nació en Soleura, un pequeño pueblo de la capital del cantón homónimo en el noroeste de Suiza, con su hermano gemelo y su hermana mayor, donde comparte la pasión por el fútbol. Luego de practicar voleibol decide unirse a su hermano quien ya juega en el sub-11 del club local, FC Solothurn. Aquí completa su trayectoria juvenil jugando con chicos hasta la sub-15, y luego teniendo que optar por continuar la actividad en un equipo íntegramente femenino debido a los límites de edad, se une al Basilea jugando inicialmente también en el equipo juvenil mixto y convirtiéndose en capitana de la sub-15.

### Profesional
Formando parte del primer equipo ya en su primera temporada en el Basilea, en febrero de 2019 debutó con tan solo 15 años en la Liga Nacional A, en el partido ganado 2-1 al Young Boys, jugando luego el resto de la temporada completa en la que marcó un solitario gol.
Confirmada en el primer equipo también para la temporada siguiente, en el campeonato, que a partir del verano de 2020 cambia su nombre a Superliga Femenina, se vuelve habitual entre las titulares, cosechando 11 goles en 25 partidos y luciendo también el brazalete de capitana.
En junio de 2021 aprovechó para disputar su primer campeonato en el extranjero y aterrizó en el SC Friburgo. Xhemaili debutó en la Bundesliga Femenina el 27 de agosto, en la 1ª jornada del campeonato 2021-22, en un cortejo perdido por 2-1 ante el Hoffenheim, y marcó en su debut en la Copa de Alemania, el 27 de septiembre, poniendo el marcador 3-0 parcial desde los once pasos en el partido que luego ganó al Ebing por 10-0.

## Selección nacional

### Categorías menores
Xhemaili comenzó a ser convocada por la Federación Suiza de Fútbol en 2019, inicialmente para vestir la camiseta de la selección sub-16 que disputó el Torneo de Desarrollo de la UEFA en Finlandia en mayo de ese año, donde salta a la cancha en dos de los tres partidos que disputa su selección, con la centrocampista marcando en los dos primeros y consiguiendo un buen resultado global al perder 2-1 solo con las anfitrionas.
En el verano de ese mismo año fue convocada por primera vez también a la selección sub-17 de su país para un amistoso contra Austria el 28 de agosto donde, de nuevo, marcó en su debut a los 75 minutos en el partido que luego termina en un empate con un gol en cada lado.
También en 2019 le llega el llamado a la sub-19, con motivo de las eliminatorias para el Europeo Sub-19 de 2020, y donde en el debut, el 1 de octubre contra Letonia, Xhemaili figura entre las protagonistas de la victoria por 7-0 embocando un hat-trick. El cuadro suizo, que pasó la ronda invicto sin encajar ningún gol, no pudo enfrentarse a su rival en la siguiente ronda tras la decisión de la UEFA de suspender el torneo debido a las restricciones por la pandemia de COVID-19 en Europa.

### Selección mayor
En 2020 es convocada para los últimos tramos de la clasificación a la Eurocopa de Inglaterra 2022, debutando en el torneo el 22 de septiembre de 2020, en la victoria por 2-1 ante Bélgica, saltando al campo en el minuto 92 en sustitución de Ramona Bachmann. El entrenador nacional, Nils Nielsen siguió confiando en ella más tarde, usándola en el siguiente partido, el 27 de octubre, que ganó 2-0 a Romania, donde Géraldine Reuteler tomó el relevo en el minuto 85.

## Estadísticas

### Clubes
| Club        | País     | Año             |
| ----------- | -------- | --------------- |
| FC Basel    | Suiza    | 2018 - 2021     |
| SC Friburgo | Alemania | 2021 - presente |